# Atletiek op de Olympische Zomerspelen 2020 – 200 meter mannen
De 200 meter voor mannen  op de Olympische Zomerspelen 2020 vond plaats op dinsdag 3 en woensdag 4 augustus in het  Olympisch Stadion van Tokio. 56 atleten strijden om de opvolger te worden van drievoudig kampioen Usain Bolt. Die eer viel te beurt aan de Canadees Andre De Grasse, die Kenneth Bednarek en Noah Lyles in de finale voor bleef.

## Records
Voorafgaand aan het toernooi waren dit het wereldrecord en het olympisch record.
| Wereldrecord     | Usain Bolt | 19,19 | Berlijn | 20 augustus 2009 |
| Olympisch record | Usain Bolt | 19,30 | Peking  | 20 augustus 2008 |

## Resultaten
De volgende afkortingen worden gebruikt:
Q - Gekwalificeerd door eindplaats
q - Gekwalificeerd door eindtijd
PR - Persoonlijk record atleet
NR - Nationaal record van atleet
DNS - Niet gestart

### Series
De eerste drie atleten van elke serie plaatsen zich direct (Q) en van de overige atleten zijn de drie tijdsbesten geplaatst (q). 

#### Serie 1
| Rang | Baan | Atleet              | Land | Reactie        | Tijd  | Bijz. |
| ---- | ---- | ------------------- | ---- | -------------- | ----- | ----- |
| 1    | 7    | Rasheed Dwyer       | JAM  | 0,163          | 20,31 | Q     |
| 2    | 8    | Divine Oduduru      | NGR  | 0,129          | 20,36 | Q     |
| 3    | 4    | Anaso Jobodwana     | RSA  | 0,119          | 20,78 | Q     |
| 4    | 2    | Jorge Vides         | BRA  | 0,161          | 20,94 |       |
| 5    | 3    | Fodé Sissoko        | MLI  | 0,167          | 21,00 |       |
| 6    | 5    | Shota Iizuka        | JPN  | 0,148          | 21,02 |       |
| 7    | 6    | José Andres Salazar | ESA  | 0,145          | 21,66 |       |
|      |      |                     |      | Wind: -0,3 m/s |       |       |

#### Serie 2
| Rang | Baan | Atleet                 | Land | Reactie        | Tijd  | Bijz.     |
| ---- | ---- | ---------------------- | ---- | -------------- | ----- | --------- |
| 1    | 4    | Jereem Richards        | TTO  | 0,187          | 20,52 | Q         |
| 2    | 6    | Shaun Maswanganyi      | RSA  | 0,142          | 20,58 | Q         |
| 3    | 2    | Taymir Burnet          | NED  | 0,137          | 20,60 | Q, SB     |
| 4    | 3    | Emmanuel Eseme         | CMR  | 0,160          | 20,65 |           |
| 5    | 7    | Ján Volko              | SVK  | 0,160          | 21,21 |           |
| 6    | 5    | Abdul Hakim Sani Brown | JPN  | 0,149          | 21,41 | SB        |
|      | 9    | Jan Jirka              | CZE  |                | DQ    | TR 17,3,1 |
|      | 8    | Bernardo Baloyes       | COL  |                | DNS   |           |
|      |      |                        |      | Wind: +0,9 m/s |       |           |

#### Serie 3
| Rang | Baan | Atleet          | Land | Reactie        | Tijd  | Bijz. |
| ---- | ---- | --------------- | ---- | -------------- | ----- | ----- |
| 1    | 5    | Femi Ogunode    | QAT  | 0,154          | 20,37 | Q     |
| 2    | 6    | Ramil Guliyev   | TUR  | 0,158          | 20,54 | Q     |
| 3    | 2    | Andre De Grasse | CAN  | 0,122          | 20,56 | Q     |
| 4    | 3    | Kyle Greaux     | TTO  | 0,149          | 20,77 |       |
| 5    | 4    | Jun Yamashita   | JPN  | 0,118          | 20,78 |       |
| 6    | 8    | Aldemir Junior  | BRA  | 0,160          | 20,84 | SB    |
|      |      |                 |      | Wind: -0,6 m/s |       |       |

#### Serie 4
| Rang | Baan | Atleet                | Land | Reactie        | Tijd    | Bijz. |
| ---- | ---- | --------------------- | ---- | -------------- | ------- | ----- |
| 1    | 4    | Erriyon Knighton      | USA  | 0,173          | 20,55   | Q     |
| 2    | 8    | Alonso Edward         | PAN  | 0,185          | 20,60   | Q     |
| 3    | 5    | Robin Vanderbemden    | BEL  | 0,142          | 20,70   | Q, SB |
| 4    | 6    | Sydney Siame          | ZAM  | 0,171          | 21,01   |       |
| 5    | 2    | Gediminas Truskauskas | LTU  | 0,140          | 21,02   |       |
| 6    | 3    | Steven Müller         | GER  | 0,156          | 21,08   |       |
| 7    | 7    | Adam Gemili           | GBR  | 0,180          | 1:58,58 |       |
|      |      |                       |      | Wind: +0,6 m/s |         |       |

#### Serie 5
| Rang | Baan | Atleet                      | Land | Reactie        | Tijd  | Bijz. |
| ---- | ---- | --------------------------- | ---- | -------------- | ----- | ----- |
| 1    | 4    | Aaron Brown                 | CAN  | 0,157          | 20,38 | Q     |
| 2    | 2    | Joseph Fahnbulleh           | LBR  | 0,147          | 20,46 | Q     |
| 3    | 6    | William Reais               | SUI  | 0,147          | 20,51 | Q     |
| 4    | 7    | Serhiy Smelyk               | UKR  | 0,144          | 20,53 | SB    |
| 5    | 5    | Antonio Infantino           | ITA  | 0,132          | 20,90 |       |
| 6    | 3    | Lucas Vilar                 | BRA  | 0,171          | 21,31 |       |
| 7    | 8    | Muhd Noor Firdaus Ar-Rasyid | BRU  | 0,174          | 21,83 | SB    |
|      |      |                             |      | Wind: -0,7 m/s |       |       |

#### Serie 6
| Rang | Baan | Atleet                   | Land | Reactie        | Tijd  | Bijz. |
| ---- | ---- | ------------------------ | ---- | -------------- | ----- | ----- |
| 1    | 5    | Kenneth Bednarek         | USA  | 0,184          | 20,01 | Q     |
| 2    | 8    | Yancarlos Martínez       | DOM  | 0,164          | 20,17 | Q, NR |
| 3    | 4    | Eseosa Fostine Desalu    | ITA  | 0,131          | 20,29 | Q, SB |
| 4    | 2    | Xie Zhenye               | CHN  | 0,159          | 20,34 | q, SB |
| 5    | 3    | Nethaneel Mitchell-Blake | GBR  | 0,163          | 20,56 | SB    |
| 6    | 7    | Marcus Lawler            | IRL  | 0,145          | 20,73 | SB    |
|      | 6    | Emmanuel Matadi          | LBR  |                |       | DNS   |
|      |      |                          |      | Wind: -0,4 m/s |       |       |

#### Serie 7
| Rang | Baan | Atleet             | Land | Reactie        | Tijd  | Bijz.  |
| ---- | ---- | ------------------ | ---- | -------------- | ----- | ------ |
| 1    | 8    | Noah Lyles         | USA  | 0,171          | 20,18 | Q      |
| 2    | 9    | Sibusiso Matsenjwa | SWZ  | 0,172          | 20,34 | Q, NR  |
| 3    | 3    | Joseph Paul Amoah  | GHA  | 0,171          | 20,35 | Q, SB  |
| 4    | 4    | Clarence Munyai    | RSA  | 0,135          | 20,49 | q, =SB |
| 5    | 5    | Leon Reid          | IRL  | 0,135          | 20,53 | q, SB  |
| 6    | 7    | Brendon Rodney     | CAN  | 0,150          | 20,60 |        |
| 7    | 6    | Julian Forte       | JAM  | 0,152          | 20,65 |        |
| 8    | 2    | Noureddine Hadid   | LBN  | 0,157          | 21,12 |        |
|      |      |                    |      | Wind: +0,4 m/s |       |        |

### Halve finales
De eerste twee atleten van elke halve finale plaatsen zich direct (Q) en van de overige atleten zijn de twee tijdsbesten geplaatst (q) voor de finale. 

#### Halve finale 1
| Rang | Baan | Atleet                | Land | Reactie        | Tijd  | Bijz. |
| ---- | ---- | --------------------- | ---- | -------------- | ----- | ----- |
| 1    | 4    | Erriyon Knighton      | USA  | 0,172          | 20,02 | Q     |
| 2    | 6    | Rasheed Dwyer         | JAM  | 0,141          | 20,13 | Q, SB |
| 3    | 7    | Divine Oduduru        | NGR  | 0,140          | 20,16 |       |
| 4    | 9    | Joseph Paul Amoah     | GHA  | 0,168          | 20,27 | SB    |
| 5    | 5    | Femi Ogunode          | QAT  | 0,160          | 20,34 |       |
| 6    | 8    | Eseosa Fostine Desalu | ITA  | 0,149          | 20,43 |       |
| 7    | 2    | Xie Zhenye            | CHN  | 0,154          | 20,45 |       |
| 8    | 3    | Anaso Jobodwana       | RSA  | 0,151          | 20,88 |       |
|      |      |                       |      | Wind: -0,2 m/s |       |       |

#### Halve finale 2
| Rang | Baan | Atleet             | Land | Reactie        | Tijd  | Bijz. |
| ---- | ---- | ------------------ | ---- | -------------- | ----- | ----- |
| 1    | 7    | Aaron Brown        | CAN  | 0,151          | 19,99 | Q, SB |
| 2    | 6    | Joseph Fahnbulleh  | LBR  | 0,140          | 19,99 | Q, NR |
| 3    | 5    | Noah Lyles         | USA  | 0,179          | 19,99 | q     |
| 4    | 4    | Yancarlos Martinez | DOM  | 0,141          | 20,24 |       |
| 5    | 8    | William Reais      | SUI  | 0,149          | 20,44 | SB    |
| 6    | 2    | Clarence Munyai    | RSA  | 0,142          | 20,49 | =SB   |
| 7    | 3    | Robin Vanderbemden | BEL  | 0,132          | 21,00 |       |
| 8    | 9    | Alonso Edward      | PAN  | 0,147          |       | DNF   |
|      |      |                    |      | Wind: -0,4 m/s |       |       |

#### Halve finale 3
| Rang | Baan | Atleet             | Land | Reactie        | Tijd  | Bijz. |
| ---- | ---- | ------------------ | ---- | -------------- | ----- | ----- |
| 1    | 9    | Andre De Grasse    | CAN  | 0,139          | 19,73 | Q, NR |
| 2    | 6    | Kenneth Bednarek   | USA  | 0,176          | 19,83 | Q     |
| 3    | 5    | Jereem Richards    | TTO  | 0,161          | 20,10 | q, SB |
| 4    | 8    | Shaun Maswanganyi  | RSA  | 0,151          | 20,18 |       |
| 5    | 7    | Sibusiso Matsenjwa | SWZ  | 0,158          | 20,22 | NR    |
| 6    | 4    | Ramil Guliyev      | TUR  | 0,156          | 20,31 | SB    |
| 7    | 3    | Leon Reid          | IRL  | 0,139          | 20,54 |       |
| 8    | 2    | Taymir Burnet      | NED  | 0,126          | 20,90 |       |
|      |      |                    |      | Wind: +0,2 m/s |       |       |

### Finale
| Rang   | Baan | Atleet            | Land | Reactie      | Tijd  | Bijz. |
| ------ | ---- | ----------------- | ---- | ------------ | ----- | ----- |
| Goud   | 6    | Andre De Grasse   | CAN  | 0,135        | 19,62 | NR    |
| Zilver | 7    | Kenneth Bednarek  | USA  | 0,165        | 19,68 | PB    |
| Brons  | 3    | Noah Lyles        | USA  | 0,151        | 19,74 | =SB   |
| 4      | 5    | Erriyon Knighton  | USA  | 0,159        | 19,93 |       |
| 5      | 8    | Joseph Fahnbulleh | LBR  | 0,141        | 19,98 | NR    |
| 6      | 4    | Aaron Brown       | CAN  | 0,157        | 20,20 |       |
| 7      | 9    | Rasheed Dwyer     | JAM  | 0,148        | 20,21 |       |
| 8      | 2    | Jereem Richards   | TTO  | 0,149        | 20,39 |       |
|        |      |                   |      | Wind:-0,5m/s |       |       |

1900: John Tewksbury ·
1904: Archie Hahn ·
1908: Bobby Kerr ·
1912: Ralph Craig ·
1920: Allen Woodring ·
1924: Jackson Scholz ·
1928: Percy Williams ·
1932: Eddie Tolan ·
1936: Jesse Owens ·
1948: Mel Patton ·
1952: Andy Stanfield ·
1956: Bobby Morrow ·
1960: Livio Berruti ·
1964: Henry Carr ·
1968: Tommie Smith ·
1972: Valeri Borzov ·
1976: Don Quarrie ·
1980: Pietro Mennea ·
1984: Carl Lewis ·
1988: Joe DeLoach ·
1992: Mike Marsh ·
1996: Michael Johnson ·
2000: Konstantinos Kenteris ·
2004: Shawn Crawford ·
2008: Usain Bolt ·
2012: Usain Bolt ·
2016: Usain Bolt ·
2020: Andre De Grasse ·
2024: Letsile Tebogo